# Hannah Scott
Hannah Scott, född den 18 juni 1999 i Coleraine, är en brittisk roddare.

## Karriär
Vid OS 2024 i Paris tog Hannah Scott guld tillsammans med de brittiska damerna i scullerfyra.